# 溝口安勝
溝口 安勝（みぞぐち やすかつ）は、江戸時代前期の旗本。越後国沢海藩初代藩主・溝口善勝の三男。分家独立して旗本となる。通称は九十郎・孫左衛門。諱は初め直勝（なおかつ）、のち安勝に改める。

## 略歴
寛永11年（1634年）、初めて3代将軍・徳川家光に拝謁する。同年、父の遺領越後蒲原郡のうちにて1000石を分与される。この知行地は越後蒲原郡山口村（現新潟県阿賀野市山口町）を中心としていたことから、安勝の系統の家を山口溝口家とも称する。
慶安3年（1650年）書院番士となり、寛文4年（1664年）には上野・下野・常陸等の巡見使を務める。寛文9年（1669年）には目付代として島原城に赴き、のち松平忠房への同城引き渡しを務める。寛文12年（1672年）に使番となり、以後もしばしば各地への監察・使者の役目を務めた。天和2年（1682年）には上野国山田郡のうちに500石の地を加増される。貞享2年（1685年）、勤めを辞して寄合に列す。
元禄元年（1688年）に致仕して家督を嫡子の友勝に譲る。この時、友勝には越後の1000石を与え、同時に次男常勝には上野の500石を分与して分家独立させた。致仕後の号は安勝（このことから安勝の名は致仕後の晩年のみ使われた可能性もある）。
元禄7年（1694年）3月17日に76歳で歿。法名は安勝。江戸貝塚の青松寺に葬られ、以後同寺は当家代々の葬地となった。

## 系譜
- 父：溝口善勝
- 母：慶春院 - 前田長種娘
- 正室：高林吉次娘
- 生母不明の子女
  - 嫡男：溝口友勝
  - 次男：溝口常勝 - 室は川勝広氏娘
  - 女子：溝口信勝養女 - 旗本逸見義寛室